# Université du Commonwealth de Virginie
L'université du Commonwealth de Virginie (en anglais : Virginia Commonwealth University, abrégé en VCU) est une université publique de recherche scientifique, située à Richmond, en Virginie.

## Historique
Elle est fondée en 1838 en tant que service médical du Hampden–Sydney College (en), devenant ainsi le VCU Medical Center (en) en 1854. En 1968, l'assemblée législative de Virginie fusionne avec la Richmond Professional Institute (en), fondée en 1917, pour créer la Virginia Commonwealth University. Aujourd'hui, plus de 31 000 étudiants poursuivent les 222 programmes de certificat de diplôme à travers les treize écoles et le collège de la VCU. Le VCU Health System soutient financièrement les soins de santé, l'éducation, les recherches de l'université, ainsi que la mission de soins aux patients.

## Notoriété
Avec un record de 256 millions de dollars en fonds de recherche subventionnée dans l'exercice fiscal 2011, VCU est désignée comme étant une université de recherche avec une très forte activité dans ce domaine, selon la Carnegie Classification of Institutions of Higher Education (en),. Vingt-huit programmes d'études supérieures et de première professionnelle sont classés par U.S. News & World Report comme étant parmi les meilleurs au pays.
Les équipes sportives de VCU concourent dans la Division I de la NCAA et sont collectivement connus comme le Rams de VCU. Ce dernier est membre de l'Atlantic 10 Conference.

## Campus
L'université du Commonwealth de Virginie possède deux campus principaux à Richmond, une antenne au Qatar, et plusieurs centres de recherche.
- Monroe Park Campus
- MCV Campus
- VCU Qatar
- VCU satellites et centres de recherche 
  - Virginia Bio-Technology Research Park[5]
  - Inger and Walter Rice Center for Environmental Life Sciences[6]
  - VCU Medical Center à Stony Point, (Richmond)[7]
  - VCU School of Medicine Inova Campus[8]
  - VCU School of Pharmacy Inova Campus[9]
  - VCU School of Pharmacy University of Virginia Campus[10]